# الکساندریا، ریو گرند دو نورت
الکساندریا، ریو گرند دو نورت (به پرتغالی: Alexandria, Rio Grande do Norte) یک سکونتگاه مسکونی در برزیل است که در ریو گرانده شمالی واقع شده‌است.